# Андреас Іле
Андреас Іле  (нім. Andreas Ihle, 2 червня 1979) — німецький веслувальник, олімпійський чемпіон.

## Виступи на Олімпіадах
| Олімпіада   | Дисципліна                     | Місце |
| ----------- | ------------------------------ | ----- |
| Сідней 2000 | байдарка-двійка, 1000 метрів   | 4     |
| Афіни 2004  | байдарка-четвірка, 1000 метрів | 2     |
| Пекін 2008  | байдарка-двійка, 1000 метрів   | 1     |
| Лондон 2012 | байдарка-двійка, 1000 метрів   | 3     |